# Liberia-Petroleum-Raffinerie
Die Liberia-Petroleum-Raffinerie ist eine ehemalige Erdölraffinerie in der westafrikanischen Republik Liberia, die von der Liberia Petroleum Raffinerie Company betrieben wird.
Die Ölanlieferung erfolgte per Pipeline aus dem Freeport Monrovia. Die von der Raffinerie gelieferten Produkte umfassten Benzin, Flugpetrol, Dieselkraftstoff, Heizöl, Schweröl sowie Technische Gase. Außerdem speiste die Raffinerie ins regionale Stromnetz ein.

## Lage
Die Raffinerie liegt im Stadtteil Barekling, etwa sieben Kilometer östlich des Hafens und fünf Kilometer nördlich der Altstadt von Monrovia. Das zunächst außerhalb der Stadtgrenzen angelegte Industriegebiet und Raffineriegelände wurde mit einer etwa zehn Kilometer langen Pipeline mit dem Hafengelände verbunden.

### Ölterminal
Das bezogene Rohöl wurde mit Tankschiffen angeliefert, hierzu befindet sich im Hafen ein spezielles Terminal, das über eine Rohrbrücke mit den Lagertanks verbunden ist, dieser Anlagenteil ist noch in Betrieb.

### Lagerplatz
Die Gesamtlagerkapazität verteilte sich auf die Tanks im Freeport für Rohöl und die
Tanks im Raffineriegelände für die Raffinerieprodukte und Treibstoffe. Die Tanks im Raffineriegelände sind durchgerostet und das Erdreich ist kontaminiert. Ein Großteil der Tanks und Rohrleitungen im Bereich des Lagerplatzes sind bereits demontiert.

### Verladebahnhof
Im Freihafen besteht ein als Verladebahnhof genutzter Bereich mit Tanks, hier wurden die Kesselwagen der Bergwerksgesellschaften mit Treibstoffen befüllt.

### Gas- und Ölkraftwerk
Die Raffinerie verfügte über eine autarke Stromversorgung, realisiert durch ein Gas- und Ölkraftwerk im Hafengelände, das nach Stilllegung der Raffinerie für die Stromversorgung der Stadt Monrovia genutzt wird.

## Geschichte
Mit dem wirtschaftlichen Aufbruch Liberias in den 1960er Jahren stieg der Bedarf an Mineralölprodukten sprunghaft an, die Tubman-Regierung konnte mit Nigeria und Kamerun günstige Lieferverträge zum Bezug von Rohöl abschließen und investierte in den Bau einer eigenen Raffinerieanlage.
Mit dem Ausbruch des Bürgerkrieges wurde der Werksbetrieb zunächst unterbrochen, die noch vorhandenen Ölreserven wurden bis 1982 aufgebraucht und die Raffinerie wurde 1982 stillgelegt.
Nach dem Ersten liberianischen Bürgerkrieg wurde das Raffineriegelände durch Kriegsflüchtlinge übernommen und ausgeplündert, aus den verwertbaren Teilen wurden ohne Genehmigung der Stadt Elendsquartiere im Umfeld der Anlage errichtet.
Die vorhandenen Tanks im Hafengelände werden seit dem mit Importware befüllt.
Die Hauptgeschäftsfelder sind der Import und Lagerung von Raffinerie-Erzeugnissen sowie die Belieferung von Zwischenhandels-Unternehmen (West Oil, Monrovia-Oil-Transport Coorparation, Srimex, Origin Oil, Total Oil, Gulf Trading). Von Januar bis September 2006 wurden für 15,3 Millionen US-Dollar Raffinerieprodukte durch die Gesellschaft gehandelt. Im Staatshaushalt Liberias besitzen Steuern und Abgaben auf Kraftstoffe einen bedeutenden Anteil. Teile des Managements der beteiligten Firmen und selbst die ehemalige Oberbürgermeisterin von Monrovia, Ophelia Hoff-Saytumah, sind in einen Korruptionsskandal verwickelt, bei dem illegale Lieferungen mit unversteuerten Kraftstoffen in beträchtlichem Umfang festgestellt wurde.
Das Raffineriegelände ist mit Ölrückständen und Chemikalien tiefgründig kontaminiert, die Ruinen der Raffinerie-Anlagen sollen als Schrott verwertet werden. Der Firmensitz wurde in den 1980er Jahren in das Hafengelände verlagert. Aus den Geschäftsunterlagen von 2006 gehen zahlreiche Defizite in Bezug auf Brand- und Katastrophenschutz hervor, so besaß die Firma im Berichtszeitraum keine erforderliche Löschtechnik.

## Mitarbeiter
Die Raffinerie hatte 2006 noch eine Belegschaft von etwa 230 Mitarbeitern. Die für den Betrieb der technischen Anlagen erforderlichen Ingenieure, Techniker und Arbeiter sind nicht mehr vorhanden.

## Sonstiges
Die Liberia Petroleum Refining Company Oilers sind ein Fußballverein in Monrovia.